# Toxomerus uranius
Toxomerus uranius är en tvåvingeart som först beskrevs av Hull 1951.  Toxomerus uranius ingår i släktet Toxomerus och familjen blomflugor.
Artens utbredningsområde är Peru. Inga underarter finns listade i Catalogue of Life.